# کاکاو
کاکاو (به آلمانی: Cacau) بازیکن فوتبال در پست مهاجم اهل آلمان است.

## تیم ملی
وی از سال ۲۰۰۹ میلادی عضو تیم ملی فوتبال آلمان بوده‌است. وی در ۲۳ بازی ملی حضور داشته است و آخرین بازی ملی خود را در سال ۲۰۱۲ میلادی انجام داد. کاکاو در بازی‌های ملی‌اش ۶ گل به ثمر رساند.